# Rich Text Format
Rich Text Format (RTF; filendelse .rtf) er en standard defineret af Microsoft for et filformat til tekstbehandling.
Fra 1987 til 2008 udgav Microsoft opdateringer til RTF-standard i takt med revsione af Microsoft Word og Office.
De fleste tekstbehandlingsprogrammer kan læse og gemme RTF i en eller anden form. Interoperabilitet af en RTF-filen afhænger af hvilke version af RTF-standard der følges.